# Scinax alter
A Scinax alter a kétéltűek (Amphibia) osztályának békák (Anura) rendjébe és a levelibéka-félék (Hylidae) családjába tartozó faj.

## Előfordulása
A faj Brazília endemikus faja. Természetes élőhelye a szubtrópusi vagy trópusi időszakosan nedves vagy elárasztott rétek, szubtrópusi vagy trópusi nedves bozótosok, mocsarak, időszakos édesvizű tavak, legelők, pocsolyák.